# En la Disneylandia del amor
«En la Disneylandia del amor» es una canción interpretada por el grupo español Fangoria, incluida en su segundo EP, Un día cualquiera en Vulcano S.E.P. 2.0. (1993). Las compañías GASA y Metal Sonic Disco la publicaron en 1993 como el sencillo principal del disco; posteriormente, figuró en los álbumes recopilatorios Un día cualquiera en Vulcano (2003) y El paso trascendental del vodevil a la astracanada (2010). Fue compuesta por Alaska, Nacho Canut, Francisco Jiménez y José Battaglio, mientras que la producción estuvo a cargo de Danny Hyde. «En la Disneylandia del amor» supuso una dirección musical nueva para el grupo en comparación con sus anteriores trabajos discográficos. Es una canción eurodance, cuya letra trata sobre la pasión y el placer, envuelta en una atmósfera de fantasía y deseo. 
Desde el punto de vista comercial, a pesar de la mínima promoción del sencillo, la canción logró tener un gran impacto, sonando con frecuencia en las radios y en las pistas de baile. 
El videoclip se filmó en parte en el Parque de Atracciones de Madrid, bajo la dirección de Steven Chivers. El video muestra una habitación rosa con una cama Alaska y Nacho Canut están acostados. Alrededor de ellos, varios amigos bailan vestidos de manera extravagante. 

## Vídeo musical
El videoclip de la canción fue grabado de manera casi casera, en parte en el Parque de Atracciones de Madrid, bajo la dirección de Steven Chivers. Comienza con imágenes de personas montando la montaña rusa, las sillas voladoras y otros juegos típicos de un parque de diversiones.
Al iniciar el playback, el video se traslada a una habitación rosa con una cama (la misma que aparece en el video de «Hagamos algo superficial y vulgar»), donde Alaska y Nacho Canut están acostados: él lee una revista y habla por teléfono. Alrededor de ellos, varios amigos bailan al ritmo de la canción, vestidos de manera estrafalaria, como sensuales monjas, un cupido y personas con atuendos de cuero y látigos. Estos mismos amigos también son los que aparecen al principio del videoclip disfrutando de los juegos en el parque de diversiones.

## Lista de canciones y formatos
| Maxisencillo en CD publicado en España |                                                                    |          |  |
| N.º                                    | Título                                                             | Duración |  |
| 1.                                     | «En la Disneylandia del amor» (Radio Edit)                         | 3:45     |  |
| 2.                                     | «En la Disneylandia del amor» (Non Stop Erotic Cabaret Mix)        | 4:05     |  |
| 3.                                     | «En la Disneylandia del amor» (Mr. Hyde visita el tunel del amor)  | 4:11     |  |
| 4.                                     | «En la Disneylandia del amor» (Viaje espacial al planeta del amor) | 4:45     |  |
| 5.                                     | «En la Disneylandia del amor» (Extended Mix)                       | 5:14     |  |

| Maxisencillo en vinilo de 12" publicado en España |                                                                    |          |  |
| N.º                                               | Título                                                             | Duración |  |
| 1.                                                | «En la Disneylandia del amor» (Extended Mix)                       | 5:14     |  |
| 2.                                                | «En la Disneylandia del amor» (Non Stop Erotic Cabaret Mix)        | 4:05     |  |
| 3.                                                | «En la Disneylandia del amor» (Mr. Hyde visita el tunel del amor)  | 4:11     |  |
| 4.                                                | «En la Disneylandia del amor» (Viaje espacial al planeta del amor) | 4:45     |  |

## Créditos y personal

### Dirección
- Grabación en Estudios Vulcano (Madrid, España).

### Personal
- Alaska: voz, composición
- Nacho Canut: composición
- Francisco Jiménez: composición
- José Battaglio: composición
- Danny Hyde: producción
- Terrordesign & Developement: diseño